# Dvärgkranslav
Dvärgkranslav (Phaeophyscia nigricans) är en lavart som först beskrevs av Flörke, och fick sitt nu gällande namn av Moberg. Dvärgkranslav ingår i släktet Phaeophyscia och familjen Physciaceae.  Arten är reproducerande i Sverige. Inga underarter finns listade i Catalogue of Life.